# Емма Даннінґ Бенкс
Емма Даннінґ Бенкс (сценічне ім'я Дороті Крейн; 1856—1931) — американська акторка, декламаторка, викладачка та письменниця.

## Життєпис
Бенкс закінчила Національну школу декламації та ораторського мистецтва у Філадельфії, штат Пенсільванія. У 1883 році вона отримала велику золоту та срібну медаль в Академії музики цього міста. Також вона протягом чотирьох років навчалася приватно у викладачів з Нью-Йорка та Бостона.
Серед її видатних виступів були «Сцена прокляття» з Лії Покинутої та Прокляття Медеї. У 1904 році в Оперному театрі Бріджпорта вона поставила дві з найуспішніших комедій В. С. Гілберта — Заручені та Пігмаліон і Галатея, які отримали схвальні відгуки преси. Ученицею Бенкс була Евгенія Вільямсон Х’юм.
Вона також була авторкою книги Декламації Бенкс із навчальними бесідами. Деякі з її статей публікувалися у The Voice, а британська преса передруковувала її оригінальні декламації.
Її чоловіком був Едгар Гранвілл Бенкс.

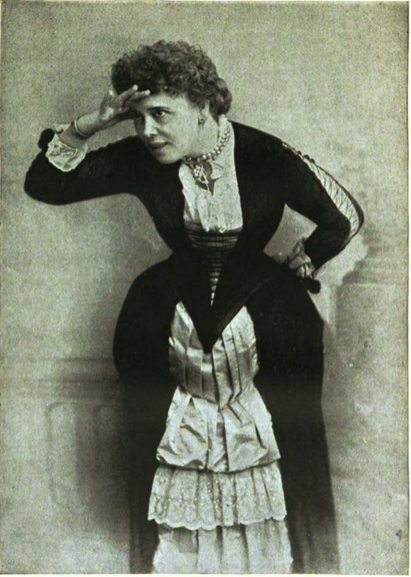
Фото з Оригінальних декламацій Емми Даннінґ Бенк, 1890

Суботами вона перебувала у своєму будинку в Нью-Йорку, а в інший час мешкала у Бріджпорті, штат Коннектикут, де й померла 8 квітня 1931 року.

## Обрані роботи
- Оригінальні декламації Емми Даннінґ Бенк: З уроками-бесідами, 1890 (текст)
- Одруження Флоссі Лейн, 1890 (текст)
- Один день подяки на Заході, 1908 (текст)
- Останній стрибок літального Джима, 1908 (текст)